# 福島県道130号会津高田会津本郷線
福島県道130号会津高田会津本郷線（ふくしまけんどう130ごう あいづたかだあいづほんごうせん）は、福島県大沼郡会津美里町内を通る一般県道である。

## 概要
- 起点：大沼郡会津美里町永井野字岩ノ神
- 終点：大沼郡会津美里町新町
- 総延長：4.914 km[1]
  - 実延長：総延長に同じ
- 路線認定年月日：1994年4月1日[2]

### 道路施設
中川橋
- 全長：120.4m
- 幅員：6.0m
- 竣工：1961年[3]

中川橋側道橋
- 全長：117.5m
- 幅員：3.8m
- 竣工：2001年

会津美里町字宮林甲にて一級水系阿賀野川水系宮川を渡る。下流側にある当橋梁の旧道敷が北側の字外川原甲との境界となっており、東詰の十字路が下堀字中川との境界となっている。橋上は上下対面通行ながらセンターラインや歩道はなく、下流側に人道橋が架設されている。
小川橋
- 全長：21.3m
- 幅員：9.3m
- 竣工：1967年[5]

会津美里町橘丸字早稲田から字川原田に至り、一級水系阿賀野川水系藤川川を渡る。
鶴沼橋
- 全長：25.0m
- 幅員：9.1m
- 竣工：1964年[5]

会津美里町橘丸字川原田から会津若松市北会津町下野字中清水、字濁川向に至り、一級水系阿賀野川水系氷玉川を渡る。

## 地理

### 通過する自治体
- 福島県
  - 会津美里町 - 会津若松市 - 会津美里町

### 接続・交差する道路
- 会津美里町内
  - 福島県道23号会津高田上三寄線（永井野字岩ノ神 起点）
  - 福島県道72号会津坂下会津本郷線（福島県道131号下郷会津本郷線重用区間）（荒井前）
  - 福島県道128号会津若松会津高田線・福島県道219号会津本郷停車場上米塚線（新町 終点）

## 沿線
- 伊佐須美神社